# Wieża Wiatrów
Wieża Wiatrów – ośmiokątna marmurowa wieża zegarowa stojąca po wschodniej stronie forum rzymskiego w Atenach.
Wieża należy do najlepiej zachowanych budynków starożytnych Aten. Tradycyjnie uważa się, że wybudowana została według projektu Andronikosa z Kyrros około połowy I wieku p.n.e., jednak nowsze badania przesuwają czas jej powstania na połowę II wieku p.n.e. Wzniesiona z marmuru pentelickiego, posadowiona została na trzystopniowej podstawie. Swoją nazwę zawdzięcza umieszczonym na szczycie każdej ze ścian reliefom, przedstawiającym osiem wiatrów: Boreasz (wiatr północny), Kajkias (północno-wschodni), Apeliotes (wschodni), Euros (południowo-wschodni), Notos (południowy), Lips (południowo-zachodni), Zefir (zachodni) i Skiron (północno-zachodni). Poniżej każdego reliefu umieszczono zegar słoneczny. Stożkowaty dach nakryty został dwudziestoma czterema trójkątnymi blokami marmuru. Umieszczono na nim koryncki kapitel, na którego szczycie znajdował się niegdyś wykonany z brązu ruchomy posążek trytona, wskazujący kierunek wiatru. Od strony północno-wschodniej i północno-zachodniej znajdowały się wsparte na dwóch kolumnach portale wejściowe, obecnie prawie całkowicie zniszczone. Wewnątrz wieży umieszczony był zegar wodny. Jego drewniana konstrukcja nie zachowała się do czasów współczesnych, w ścianach widoczne są jednak do dziś ślady po mocowaniach. Woda do zegara dostarczana była ze źródła bijącego na północnym stoku Akropolu
Wzmianki na temat wieży można znaleźć w dziełach autorów antycznych: Warrona i Witruwiusza. W VI wieku budowla zaadaptowana została na kaplicę chrześcijańską. W okresie panowania tureckiego urządzono w niej chanakę, służącą miejscowemu zgromadzeniu derwiszów. W jednej z wewnętrznych ścian wykuto wówczas wskazujący kierunek na Mekkę mihrab.